# かれい最中

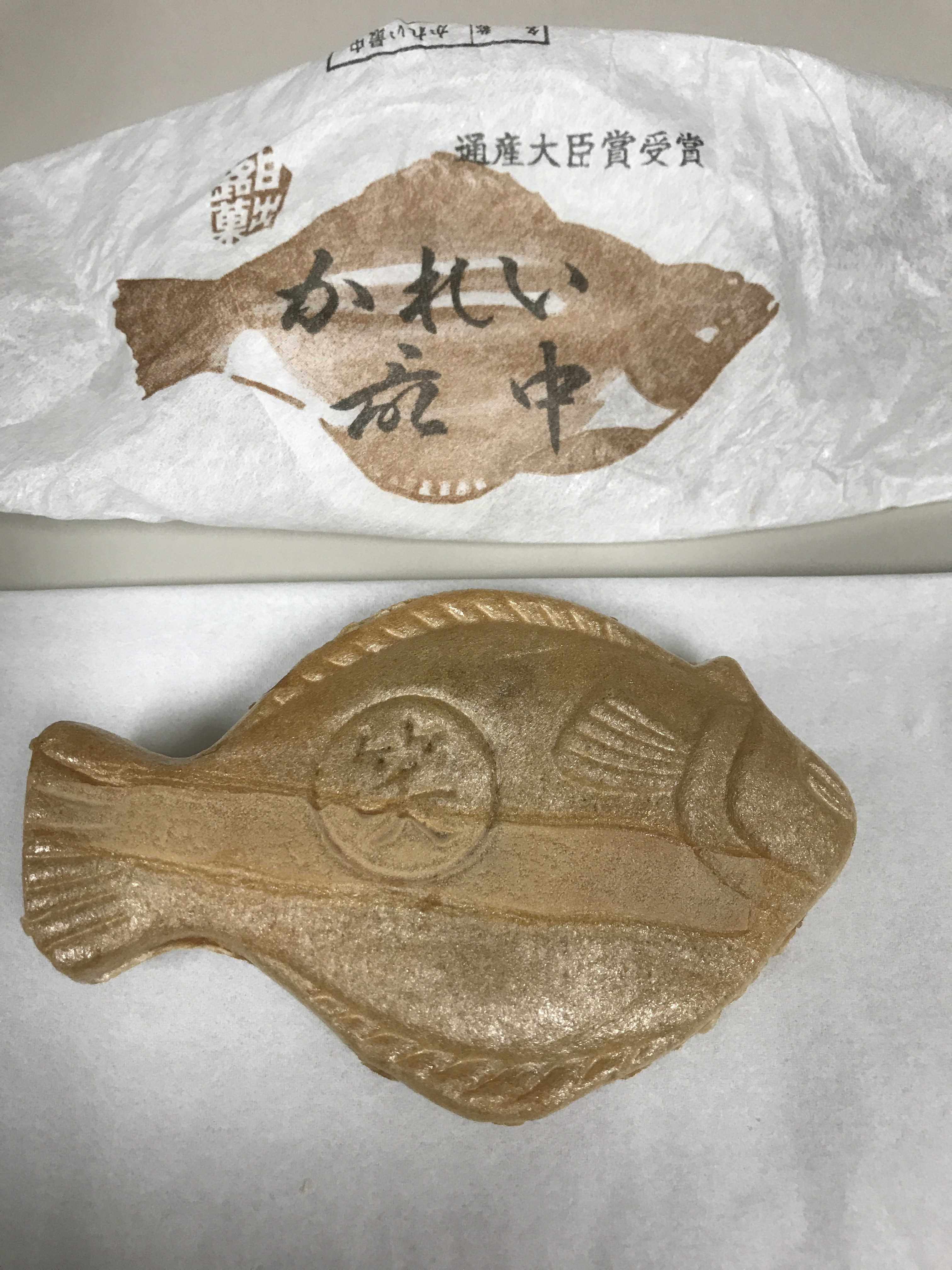
かれい最中

かれい最中（かれいもなか）は、大分県速見郡日出町の銘菓で、日出町特産の高級魚城下かれいの形を摸した最中である。

## 概要
餅米を焼き上げた城下かれいの形の皮に粒餡を詰めた最中である。1988年（昭和63年）に開催された第21回全国菓子大博覧会で通商産業大臣賞を受賞している。
城下かれいの名のもとになった暘谷城跡の近くに店舗を構える和菓子店笑和堂が製造・販売しており、皮には屋号の笑和を表す「○」（わ）に囲まれた「笑」の字がかたどられている。